# Secret Invasion (sèrie de televisió)
Secret Invasion és una sèrie de televisió estatunidenca creada per Kyle Bradstreet per al servei de streaming Disney+, basada en la història homònima de Marvel Comics. És la novena sèrie de televisió del Marvel Cinematic Universe (MCU) produïda per Marvel Studios, compartint continuïtat amb les pel·lícules de la franquícia. Bradstreet és l'escriptor principal.
Samuel L. Jackson torna a interpretar el paper de Nick Fury de la sèrie de pel·lícules, juntament amb Ben Mendelsohn com a Talos, Cobie Smulders, Martin Freeman i Don Cheadle també protagonitzant. El desenvolupament de la sèrie va començar el setembre de 2020, amb Bradstreet i Jackson adjuntats. El títol i la premissa de la sèrie, juntament amb el càsting de Mendelsohn, es van revelar el desembre de 2020. Es van produir càstings addicionals durant el març i l'abril de 2021, seguits de la contractació de Thomas Bezucha i Ali Selim per dirigir la sèrie aquest maig. El rodatge va començar a Londres el setembre de 2021 i va concloure a finals d'abril de 2022. Es va rodar més a West Yorkshire i a Liverpool, Anglaterra.
Es va estrenar el 21 de juny de 2023 i consta de sis episodis. Forma part de la cinquena fase de l'MCU.

## Premissa
Nick Furia, juntament Thalos, un alienígena de la raça Skrull, amb la capacitat de canviar la seva forma, treballen per a descobrir la veritat darrere dels plans d'un grup de Skrulls liderats per Gravik, que pretenen aconseguir el control de la Terra fent-se passar per humans arreu del món.

## Seqüència de crèdits inicials
La seqüència de crèdits inicials va ser creada per Method Studios utilitzant intel·ligència artificial generativa, cosa que va causar una certa quantitat de crítiques negatives en línia. Algunes d'aquestes crítiques anaven dirigides al fet que van utilitzar intel·ligència artificial en comptes de persones reals, especialment perquè el projecte va sortir mentre s'estava produint la vaga del 2023 del Sindicat de Guionistes dels Estats Units. Method Studios va publicar una resposta a les crítiques, defenent que cap dels seus artistes havia estat reemplaçat per intel·ligència artificial i que la tecnologia utilitzada per la sèrie, tant la que ja existia com la que van desenvolupar per aquest projecte, simplement era una eina que l'equip va utilitzar per a aconseguir un aspecte específic. El comunicat explicava que molts elements de la seqüència havien estat creats utilitzant eines i tècniques tradicionals, i la intel·ligència artificial servia per a afegir-hi un aspecte alienígena i d'un altre món, que l'equip creatiu va considerar adequat i "perfectament alineat amb el tema general del projecte i l'estètica desitjada".